# Фреди против Џејсона
Фреди против Џејсона (енгл. Freddy vs. Jason) је амерички хорор филм из 2003. режисера Ронија Јуа у продукцији компаније New Line Cinema, са Робертом Инглундом и Кеном Керзингером у главним улогама. Филм представља кросовер филмских серијала Петак 13. и Страва у Улици брестова.
8. је филм у серијалу Страва у Улици брестова и 11. у серијалу Петак тринаести. Представља наставак филмова Страва у Улици брестова 6: Фреди је мртав и Петак тринаести 9: Џејсон иде у пакао, као и преднаставак филмова Страва у Улици брестова 7: Нови и последњи кошмар и Петак тринаести 10: Џејсон икс иако је снимљен после њих. Критике као и реакције публике биле су подељене. Неки су били задовољни што су се Фреди и Џејсон коначно борили један против другог, док су други очекивали више.
Роберт Инглунд се по осми и за сада последњи пут нашао у улози Фредија Кругера.

## Радња
Фреди Кругер, заробљен у паклу након свог последњег пораза и неспособан да улази у снове, пошто су одрасли становници и локалне власти Спрингвуда прибегли екстремним мерама не би ли се уверили да су њихова деца заборавила на њега, употреби остатке својих моћи да оживи Џејсона Ворхиса. Фреди се укаже Џејсону у облику његове мајке, те га наговори да оде у Спрингвуд и убије неколико тинејџера у Улици брестова да би се у граду изнова раширио страх, чиме би Фреди повратио своју моћ, пошто ће одрасли претпоставити да се он вратио.
У међувремену Лори Кембел, која живи са својим оцем удовцем у Улици брестова 1428, организује ноћење са својим другарицама, Кијом и Гиб. Касније им се придруже Гибин момак Треј и његов друг Блејк. Џејсон уђе у кућу и убије Треја, а полиција посумња на Фредија. Након кошмара Блејк се пробуди и затекне свог оца убијеног од стране Џејсона, који потом убије и самог Блејка. Полиција следећег дана окарактерише то као убиство-самоубиство, надајући се да ће на тај начин сакрити Фредијев повратак од остатка града.
Лорин бивши дечко, Вил Ролинс, и његов друг, Марк Дејвис, који су присилно смештени у психијатријску болницу Вестин Хилс, принуђени су да узимају Хипносил, експериментални лек за сузбијање снова, због свог претходног контакта са Фредијем. Видевши на телевизији вест о убиствима у Спрингвуду, они побегну и врате се у град да упозоре Лори на Фредија. Те вечери Лори и остали оду на рејв журку у кукурузишту. Фреди покуша да убије пијану Гиб у кошмару, али га Џејсон предухитри у стварности након што је упао на журку, разљутивши Фредија.
Вил, Лори и Кија побегну са журке заједно са штребером Чарлијем Линдерманом и зависником од марихуане Билом Фрибургом. Након што одбаце потоњи тројац кућама и сукоба са др Кембелом (који је одговоран за смештање Вила и Марка у Вестин Хилс) по питању Вилове сигурности да је видео Лориног оца како јој је убио мајку, Вил и Лори оду до Маркове куће, али Фреди убије Марка. Заменик шерифа Скот Стабс, који верује да је Џејсон, у ствари, плагијатор, контактира Лори и њене другове, који провале Фредијев план. Сазнавши за Хипносил, они покушају да га украду из Вестин Хилса; међутим, Фреди поседне Фрибурга, искористивши га да побаца таблете низ лавабо. Џејсон затим стигне и убије Стабса, али Фреди искористи поседнутог Фрибурга да убризга Џејсону успављивач, услед чијег дејства он заспи пошто убије Фрибурга.
Тинејџери разраде план да извуку Фредија из света снова у стварност и натерају га да се бори са Џејсоном, довезавши бесвесног Џејсона до напуштеног Кампа Кристално језеро. Фреди се бори са Џејсоном у свету снова, где открије да Џејсон има подсвесни страх од воде услед свог утапања у Кристалном језеру 1957, када је имао једанаест година. Он употреби шикљајућу воду из пукнуте водоводне цеви да учини Џејсона беспомоћним, али Лори оде на спавање да би извукла Фредија напоље и спасла Џејсона. Док Фреди мучи Лори у свету снова, откривши јој да јој је он убио мајку, Џејсон се пробуди у Кампу Кристално језеро и прогони тинејџере, убивши Линдермана. Лори је пробуђена и извуче Фредија у стварни свет, где се сукоби са Џејсоном, који је схватио да Фреди има страх од ватре услед своје смрти спаљивањем, те искористи пламен запаљене колибе у своју корист.
Фреди и Џејсон се боре широм кампа, где успут Џејсон убије Кију и откине Фредијеву руку са сечивима. Лори и Вил запале дрвено пристаниште и дигну у ваздух резервоаре пропана, а експлозија одбаци Фредија и Џејсона у језеро. Фреди се попне напоље и покуша да убије Лори и Вила Џејсоновом мачетом, али га рањени Џејсон прободе његовом сопственом руком са сечивима, омогућивши Лори да му мачетом одруби главу. Џејсон и Фредијево обезглављено тело потону у језеро, обојица наизглед мртва. Лори и Вил баце мачету у језеро и оду.
Следећег јутра Џејсон победнички изађе из воде носећи своју мачету и Фредијеву одрубљену главу. Фредијева глава одједном намигне у камеру, док се у позадини зачује његов смех, наговештавајући да је он још увек жив.

## Алтернативни крај
У алтернативном крају Лори говори Вилу да је сањала Џејсона, кога Фреди ужасно мучи. Потом Вил, такође опседнут Фредијем, вади његову рукавицу и убија Лори.

## Улоге
| Глумац           | Улога                   |
| ---------------- | ----------------------- |
| Роберт Инглунд   | Фреди Кругер            |
| Кен Керзингер    | Џејсон Вoрхис           |
| Моника Кина      | Лори Кембел             |
| Кели Роуланд     | Кија Вотерсон           |
| Џејсон Ритер     | Вил Ролинс              |
| Крис Маркет      | Чарли Линдерман         |
| Пола Шо          | Памела Ворхис           |
| Локлин Манро     | Скот Стабс              |
| Кетрин Изабел    | Гиб Смит                |
| Брендон Флечер   | Марк Дејвис             |
| Кајл Лабин       | Бил Фрибург             |
| Гари Чок         | шериф Вилијамс          |
| Хедер Лангенкамп | Ненси Томпсон (флешбек) |

## Слогани
- Победник убија све!
- Зло ће се борити против зла.
- 1,2, Фреди долази по тебе... 3,4, Џејсон ти је на вратима...
- Чак се и убица нечега плаши.
- Фреди против Џејсона! Ставите своје улоге!
- Кад се син стотину манијака буде борио против незаустављиве машине за убијање, неће бити преживелих.
- Страх до смрти!
- Ноћне море у Улици брестова су овог пута на петак 13.